# 1re cérémonie des Houston Film Critics Society Awards
La 1re cérémonie des Houston Film Critics Society Awards, décernés par la Houston Film Critics Society, a eu lieu le 3 janvier 2008, et a récompensé les films réalisés l'année précédente.

## Palmarès

### Meilleur film
1. No Country for Old Men
2. Juno
3. Reviens-moi (Atonement)
4. Michael Clayton
5. Into the Wild
6. Sweeney Todd : Le Diabolique Barbier de Fleet Street (Sweeney Todd: The Demon Barber of Fleet Street)
7. Le Scaphandre et le Papillon
8. 7 h 58 ce samedi-là (Before the Devil Knows You're Dead)
9. La Guerre selon Charlie Wilson (Charlie Wilson's War)
10. I'm Not There

### Meilleur réalisateur
- Tim Burton pour Sweeney Todd : Le Diabolique Barbier de Fleet Street (Sweeney Todd: The Demon Barber of Fleet  Street)
  - Joel et Ethan Coen pour No Country for Old Men
  - Sean Penn pour Into the Wild
  - Julian Schnabel pour Le Scaphandre et le Papillon
  - Sidney Lumet pour 7 h 58 ce samedi-là (Before the Devil Knows You're Dead)

### Meilleur acteur
- Daniel Day-Lewis pour le rôle de Daniel Plainview dans There Will Be Blood
  - George Clooney pour le rôle de Michael Clayton dans Michael Clayton
  - Emile Hirsch pour le rôle de Christopher McCandless dans Into the Wild
  - Casey Affleck pour le rôle de Patrick Kenzie dans Gone Baby Gone
  - Philip Seymour Hoffman pour le rôle d'Andy dans 7 h 58 ce samedi-là (Before the Devil Knows You're Dead)
  - Viggo Mortensen pour le rôle de Nikolai Luzhin dans Les Promesses de l'ombre (Eastern Promises)

### Meilleure actrice
- Julie Christie pour le rôle de Fiona Anderson dans Loin d'elle (Away from Her)
  - Amy Adams pour le rôle de Giselle dans Il était une fois (Enchanted)
  - Laura Linney pour le rôle de Wendy Savage dans La Famille Savage (The Savages)
  - Marion Cotillard pour le rôle d'Édith Piaf dans La Môme
  - Elliot Page pour le rôle de Juno MacGuff dans Juno
  - Angelina Jolie pour le rôle de Mariane Pearl dans Un cœur invaincu (A Mighty Heart)

### Meilleur acteur dans un second rôle
- Javier Bardem pour le rôle de Anton Chigurh dans No Country for Old Men
  - Casey Affleck pour le rôle de Robert Ford dans L'Assassinat de Jesse James par le lâche Robert Ford (The Assassination of Jesse James by the Coward Robert Ford)
  - Philip Seymour Hoffman pour le rôle de Gust Avrakotos dans La Guerre selon Charlie Wilson (Charlie Wilson's War)
  - Hal Holbrook pour le rôle de Ron Franz dans Into the Wild
  - Tom Wilkinson pour le rôle d'Arthur Edens dans Michael Clayton

### Meilleure actrice dans un second rôle
- Amy Ryan pour le rôle de Helene McCready dans Gone Baby Gone
  - Tilda Swinton pour le rôle de Karen Crowder dans Michael Clayton
  - Cate Blanchett pour le rôle de Jude Quinn dans I'm Not There
  - Catherine Keener pour le rôle de Jan Burres dans Into the Wild
  - Kelly MacDonald pour le rôle de Carla Jean dans No Country for Old Men

### Meilleure distribution
- Hairspray
  - 7 h 58 ce samedi-là (Before the Devil Knows You're Dead)
  - 3 h 10 pour Yuma (3:10 to Yuma)
  - Into the Wild
  - Michael Clayton
  - No Country for Old Men

### Meilleur scénario
- Juno – Diablo Cody
  - Reviens-moi (Atonement) – Christopher Hampton
  - No Country for Old Men – Joel et Ethan Coen
  - La Famille Savage (The Savages) – Tamara Jenkins
  - Michael Clayton – Tony Gilroy

### Meilleure photographie
- L'Assassinat de Jesse James par le lâche Robert Ford (The Assassination of Jesse James by the Coward Robert Ford) – Roger Deakins
  - Into the Wild – Eric Gautier
  - Sweeney Todd : Le Diabolique Barbier de Fleet Street (Sweeney Todd: The Demon Barber of Fleet Street) – Dariusz Wolski
  - No Country for Old Men – Roger Deakins
  - Reviens-moi (Atonement) – Seamus McGarvey

### Meilleure musique de film
- Reviens-moi (Atonement) – Dario Marianelli
  - Lust, Caution (色、戒) – Alexandre Desplat
  - Into the Wild – Michael Brook, Kaki King et Eddie Vedder
  - Once – Glen Hansard et Marketa Irglova
  - There Will Be Blood – Jonny Greenwood

### Meilleure chanson originale
- "Falling Slowly" – Once
  -     - "Baby Don’t You Cry" – Waitress
    - "Happy Working Song" – Il était une fois (Enchanted)
    - "If You Want Me" – Once
    - "Pop! Goes My Heart" – Le Come-Back

### Meilleur film en langue étrangère
- Le Scaphandre et le Papillon •  France  États-Unis
  - Les Cerfs-volants de Kaboul (The Kite Runner) •  États-Unis  Chine  Royaume-Uni  Afghanistan
  - Lust, Caution (色、戒) •  Chine  Taïwan  États-Unis
  - La Môme •  France
  - Persépolis •  France

### Meilleur film d'animation
- Ratatouille
  - Bee Movie : Drôle d'abeille (Bee Movie)
  - La Légende de Beowulf  (Beowulf)
  - Persépolis
  - Les Simpson, le film (The Simpsons Movie)

### Meilleur film documentaire
- The King of Kong (The King of Kong: A Fistful of Quarters)
  - In the Shadow of the Moon
  - Lake of Fire (en)
  - No End in Sight
  - Sicko
  - War Dance

### Meilleure réussite d'acteur
- Philip Seymour Hoffman

### Meilleure réussite dans la programmation des films
- The Greenway Three Theatre (cinéma)

### Honorary Texan Award
- Joel et Ethan Coen